# Desa Cipeundeuy (administrativ by i Indonesien, Banten)
Desa Cipeundeuy är en administrativ by i Indonesien.   Den ligger i provinsen Banten, i den västra delen av landet, 110 km sydväst om huvudstaden Jakarta.